# Joseph-Jean Merlot
Joseph Jean Merlot, né à Seraing le 27 avril 1913 et mort à Liège le 21 ou le 22 janvier 1969, est un homme politique belge, membre du Parti socialiste belge (PSB). Il a été vice-premier ministre et deux fois ministre dans les années 1960.

## Biographie
Joseph Jean Mathieu Merlot, né à Seraing le 27 avril 1913, est le fils du Jules Joseph Merlot, ministre socialiste et bourgmestre de Seraing, et de Louisa Noiroux. Le 2 avril 1938, il épouse Simone Renard à Seraing.
Il fait des études universitaires et en sort diplômé docteur en droit et licencié en sciences politiques et sociales de l'Université de Liège (ULg) en 1935. Il s'inscrit au barreau de Liège et devient d'abord avocat au tribunal du Travail puis avocat à la Cour d'appel de Liège.
Suivant la trace de son père, il se lance dans une carrière politique. Il préside dès 1935 l'Association générale des étudiants socialistes.
Mobilisé dans l'armée belge lors de la Seconde Guerre mondiale, il participe à la campagne des 18 jours en mai 1940 et est fait prisonnier par les Allemands. Il est libéré et milite dans la Résistance. En tant qu'avocat, il défend les patriotes belges déférés devant les tribunaux allemands.
Après la Libération, il succède en 1947 à son père comme bourgmestre de Seraing. En 1953, il est élu député à la Chambre des représentantsoù il siègera jusqu'à son décès.
C'est un socialiste et un européen convaincu. Il est aussi un fédéraliste wallon comme son père Joseph Merlot qui présida le Congrès national wallon. Il soutient André Renard lors de la Grève générale de l'hiver 1960-1961 contre la Loi unique qui prévoyait un programme d'austérité budgétaire.
D'avril 1961 à novembre 1962, il est ministre des Travaux publics dans le gouvernement Lefèvre-Spaak. À ce titre, il inaugure la nouvelle écluse de Lanaye en 1961, faisant sauter le Bouchon de Lanaye, vieille revendication du mouvement wallon de même que l'autoroute de Wallonie dont il inaugure les premiers tronçons. En novembre 1962, il est seul ministre à démissionner du gouvernement lors de la fixation de la frontière linguistique et de la réunion consécutive des Fourons à la province de Limbourg en 1962. Il est aussi un des artisans de ce qu'on appelle la « Bruxellisation ». Il autorise sous sa législature la destruction de nombreux témoins du patrimoine de l'architecture bruxelloise. En juin 1968, il est nommé vice-Premier ministre et ministre des Affaires économiques dans le gouvernement Gaston Eyskens IV qui amorcera le chantier du fédéralisme belge.
Sa carrière politique est brutalement interrompue par un accident de voiture, sa voiture dérapant sur une plaque de verglas à Orbais. Transféré à l'hôpital de Bavière à Liège, il décède le 22 janvier 1969 d'un infarctus. Il reçoit le 25 janvier 1969 des funérailles officielles avec les honneurs militaires et est inhumé au cimetière de la Bergerie à Seraing.

## Décorations
- Grand officier de l'ordre de Léopold (Belgique).
- Croix civique de 1ère classe (Belgique).
- Officier du Mérite wallon (O.M.W.) à titre posthume en 2012 (Wallonie)[2].
- Grand-croix de l'ordre du Dannebrog (Danemark).
- Officier de l'ordre du Mérite de la République italienne‎.